# Янувек (гміна Мщонув)
Янувек (пол. Janówek) — село в Польщі, у гміні Мщонув Жирардовського повіту Мазовецького воєводства.
Населення — 81 особа (2011).
У 1975-1998 роках село належало до Скерневицького воєводства.

## Демографія
Демографічна структура станом на 31 березня 2011 року:
|          | Загалом | Допрацездатний вік | Працездатний вік | Постпрацездатний вік |
| -------- | ------- | ------------------ | ---------------- | -------------------- |
| Чоловіки | 37      | 8                  | 20               | 9                    |
| Жінки    | 44      | 13                 | 16               | 15                   |
| Разом    | 81      | 21                 | 36               | 24                   |